# Jakob Rothstein
Jakob Rothstein   (Königsberg i Alemanya, 1871 - 1910) fou un compositor alemany.
Estudià en l'Acadèmia Reial de Berlín, on tingué per mestres a Woldemar Bargiel i Max Bruch.
Va compondre les òperes Ariadne auf Naxos (1903); Jasmin i Die Zarenbraut. Entre les seves altres composicions figuren: Das Graeb in Busento, cantata amb acompanyament d'orquestra; un doble concert per a violí i orquestra; música di camera, melodies vocals i peces per a piano.